# کامبراماتا، نیو ساوت ولز
کامبراماتا (به انگلیسی: Cabramatta) یک حومه شهر در استرالیا است که در نیو ساوت ولز واقع شده‌است.